# Mandonguilla cuita

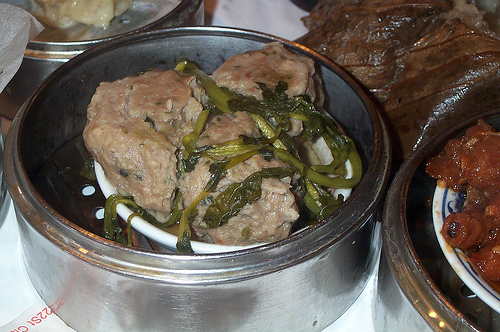
Pilota cuita

La pilota cuita és un dim sum cantonès popular en Hong Kong, la Xina i la major part dels barris xinesos d'altres països. La pilota es fa amb carn de vedella, i usualment té un capa de pell de tofu en la base i es guarneix amb algunes verdures com ceballots. Se serveix amb la salsa Worcestershire en tot el món, que en Hong Kong es coneix com a kip zap (喼汁) i és completament opcional.